# Michel Bonnaud
 (mai 2015).
Si vous disposez d'ouvrages ou d'articles de référence ou si vous connaissez des sites web de qualité traitant du thème abordé ici, merci de compléter l'article en donnant les références utiles à sa vérifiabilité et en les liant à la section « Notes et références ».
Michel Bonnaud est un artiste peintre et lithographe né le 18 mars 1934 à Avignon (Vaucluse) et mort le 27 janvier 2008 à L'Isle-sur-la-Sorgue.

## Biographie
Élève de l'École supérieure d'art d'Avignon, Michel Bonnaud est fondateur avec Guy Toubon du groupe avignonnais de L'Atelier dont il sera le président et l'animateur (les artistes se retrouvant alors régulièrement à la "Rich Tavern", une institution aujourd'hui disparue de la rue Viala), et au sein duquel on trouvera également Guy Chariton et Michel Trinquier.
« De l'École d'Avignon, écrit Henri Gineste, le groupe de L'Atelier est certainement un des mouvements de peintres les plus intéressants à suivre. Son chef de file, Michel Bonnaud, tout en se défendant de faire école, a certainement influencé ses camarades; en tous cas, il est sûrement celui qui a réalisé une des œuvres les plus marquantes parmi les artistes avignonnais. »
Michel Bonnaud est également l'ami d'Ibrahim Shahda et de Christian Viguier qui en ont tous deux brossé un portrait,. Portrait de l'artiste: « D'un visage sérieux, de grands yeux de gosse, avec sa barbe en collier, il est de prestance avenante et sympathique, d'une réserve presque timide; il se livre rarement, son geste est calme, il aime la tranquillité, sa voix est toujours posée, à l'image de sa personne; il se dégage de son œuvre une force contrôlée où chaque plan devient mouvement. »
Michel Bonnaud partage avec son ami l'auteur et directeur de théâtre avignonnais Jacques-Henri Pons (dont il illustrera un livre) la passion du jazz, son violon d'Ingres étant le saxophone, mais maîtrisant également le piano, la contrebasse et la trompette. « Mon oncle était autant musicien qu'il était peintre » évoque Delphine Bonnaud, nièce de l'artiste, qui restitue Michel Bonnaud et Jacques-Henri Pons se retrouvant dans les années 1960 à Orange chez un autre complice, Antoine ("Tony") Petrucciani, et partageant les leçons de musique inculquées par Tony à son fils Michel.
Michel Bonnaud est décédé le 27 janvier 2008 à L'Isle-sur-la-Sorgue. Ce sont désormais ses nièces qui gèrent les tableaux dont il était encore en possession avant sa mort.

## Œuvre

### Thèmes peints, périodes
- Avant 1965, Nus, paysages (Paysage des Alpilles), natures mortes, marines, scènes (Les joueurs de cartes), portraits.
- Les orchestres, 1965.
- Période rose, 1970.
- Période grise, 1975.
- Les villes, 1980.

### Bibliophilie
- Jacques-Henri Pons[11], Ad Libitum, illustration de lithographies originales de Michel Bonnaud, Éditions Guy Chambelland, 1967.

## Expositions

### Expositions personnelles
- Galerie Longchamp, Nice, 1959[12].
- Galerie Jouvene, Marseille, 1961[12].
- New-York, 1961[12].
- Galerie Reflet, Lyon, 1962[12].
- Galerie Ducastel, Avignon, 1962, 1963, 1965, 1967, 1970, 1974, 1975, 1977, 1986, 1987, 1988, 1989, 1992, 1995, 1998, 2001, 2004.
- Galerie Miroir, Montpellier, 1964[12].
- Galerie Transposition, Paris, 1966[12].
- Galerie du Rempart, Toulouse, 1979[12].
- Galerie l'Escapade, Genève, 1980[12].
- Galerie du Palais, Marseille, 1981[12].
- Galerie Berlioz, Marseille, 1983[12].
- Galerie Ceruse, L'Isle-sur-Sorgue, 1989[12].
- Galerie Berlioz, Sausset-les-Pins, 1989[12].
- Galerie Emiliani, La Bégude-de-Mazenc, 1989[12].

### Expositions collectives
- Salon des artistes de Villeneuve-lez-Avignon, 1956[13].
- Rétrospective vingt années d'expositions, Galerie Ducastel, Théâtre Louis-XIV de la place Crillon, Avignon, novembre 1982.

## Prix et distinctions
- Prix Seyssaud, 1954.
- Grand Prix du Festival d'Avignon, 1963.
- Grand Prix des Chorégies d'Orange.
- Prix de New York.
- Première mention du Festival d'Avignon, 1967.

## Réception critique
- « L'on ressent devant son œuvre le signe contradictoire d'une saine santé qui apporterait autant de peines que de joies, autant de rires que de pleurs[....]Ses tableaux ne traduisent pas la beauté dans ce qu'elle a de superficiel, de joli ou d'agréable: ils font au contraire,ressortir la dure réalité de la vie, avec ses cris et ses souffrances. » - Henri Gineste[6]
- « Voyageur immobile, Michel Bonnaud a fait le choix d'une autre évasion, il y a dans chacune de ses toiles, dans leur compacité, comme un trou, une fissure, un gouffre entrouvert sur un infini de vertige... Quelque chose des ciels enflammés de Turner, des nuages de Léon Zack et de Zao Wou-Ki. » - Jean Boissieu[12]
- « Ses paysages et ses natures mortes ont des grâces de clarté impromptue et de glissement trembloté, dans des effets ménagés de pinceau et de couleurs. » -  Jean-Pierre Delarge[2]

## Musées
- Musée Calvet, Avignon.
- Musée municipal de Gordes.

## Collections privées
- Jean et Gisèle Boissieu, Marseille.